# روسری ترکمن

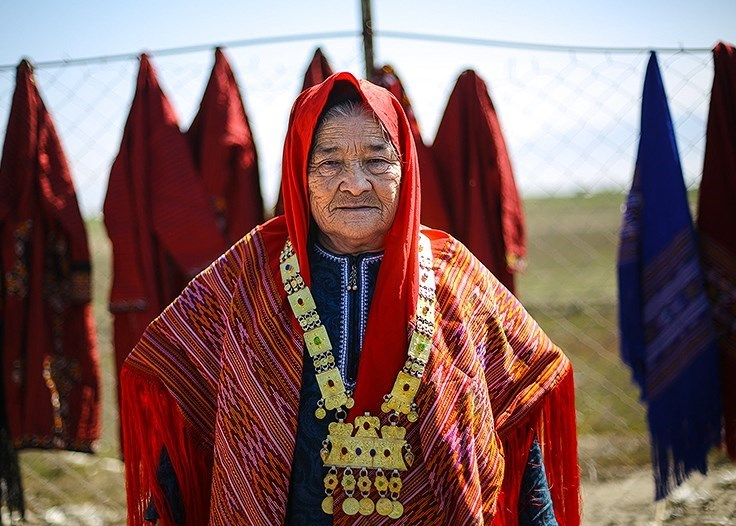

روسری ترکمن (به زبان محلی چارقد ترکمن) از پوشش‌های قدیم بانوان ساکن ترکمن صحرا می‌باشد که امروزه در اکثر نواحی و اقوام دیگر نیز فراگیر شده و مورد استفاده قرار می‌گیرد.
در سال‌های گذشته که ترکمن‌ها در کشور ترکمنستان اقامت داشتند از پوشش خاصی تحت عنوان یاشمق استفاده می‌کردند اما بعدها نوع دیگری از روسری‌ها به بازار ارائه شد که با نام چارقد همه گیر شد.
نوع دیگر روسری ترکمن تحت عنوان یالق وجود دارد، یالق از جنس ابریشم بوده و در اقوام دیگر بجز اقوام ترکمن، (تحت عنوان گلونی) نیز مشاهده می‌شود. ویژگی برجسته روسری ترکمن طرح های شلوغ و پر از گل روسری می باشد. در گذشته طرح های روسری ترکمن توسط زنان هنرمند ترکمن صحرا با دست نقاشی می شد. اما امروزه نمونه های موجود در بازار چاپ ماشینی می باشند. در گذشته بخش اعظمی از روسری های ترکمن وارداتی بوده اما در حال حاضر گنبدکاووس به عنوان قطب اصلی تولید روسری ترکمنی در کشور شناخته می شود.

## نسل‌های مختلف چارقد ترکمن
چارقدهای ترکمن هر یک در دورهٔ زمانی خاص همراه با مد حرکت می‌کردند که شامل ۵ برهه زمانی خاص می‌شدند که به ترتیب عبارتند از:

### چاشو یا یاشمق
یاشمق که متعلق به سال‌های بسیار دور می‌باشد و امروزه به عنوان تزئین مورد استفاده قرار زنان ترکمن می‌گیرد.

### چارقد تاتار
روسری‌های نسل دوم ترکمن، نسل تاتار می‌باشد که در سال‌های ۱۳۵۳ الی ۱۳۶۲ هجری شمسی اقدام به تولید چارقد کردند.

### روسری پشمی ترکمن
این نوع روسری‌ها که در سال‌های ۱۳۳۰ الی ۱۳۹۰ هجری شمسی وارد ایران شد، جنس این روسری‌ها غالباً پشم خالص با ریشه‌های ابریشم و کاموایی بودند که در کشور روسیه با برند Pavlovo Posad تولید می‌شدند و توسط کریانس در حال پخش در سراسر کشور اند. به این ریشه ها که معمولا از جنس کاموا و یا ابریشم هستند پورچیک یا پورچینک گفته می شود.

### روسری ایتالیایی
در سال‌های ۱۳۹۱ تا سال ۱۳۹۷ نوع دیگری از روسری و شال پشمی ترکمن نیز به بازار روانه شد که که این روسری‌ها در کشورهای ایتالیا، فرانسه، آلمان، سوئد مورد چاپ قرار می‌گرفت، غالباً دارای جنس‌های نخ و ابریشم می‌باشند اما در برخی از موارد پشم نازک نیز مشاهده می‌گردد.
مزیت اصلی و محبوب بودن این نوع از چارقد، سبک بودن فوق‌العاده آن نسبت به نسل‌های قبلی روسری ترکمن است.

### چارقد پولینی
نسل‌های جدید روسری که کاملاً سبک بودند نیز، در سال‌های ۱۳۹۸ به امروز (۱۳۹۹) روانه بازار شدند.
جنس این نوع از روسری‌ها عباتند از: نخ، کشمیر، ابریشم هستند.